# Бобровая блоха

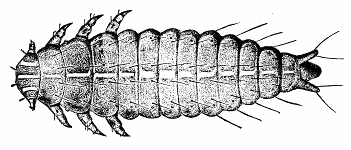
Личинка бобровой блохи

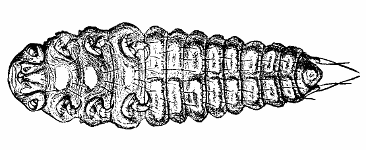
Личинка бобровой блохи раннего возраста

Бобровая блоха (лат. Platypsyllus castoris) — вид жуков подсемейства Platypsyllinae из семейства лейодиды. Единственный вид рода Platypsyllus Ritsema, 1869. Имеют уплощённую форму тела, редуцированные глаза и крылья. Предположительно являются эктопаразитами двух видов речных бобров рода Castor (Castor fiber, Castor canadensis) и, возможно, питаются их отмершей кожей. Обитают в Европе и Северной Америке.

## Распространение
Голарктика. Западная и Восточная Европа. Северная Америка: Канада (Альберта, Британская Колумбия, Онтарио, Саскачеван), США (от Аляски до Техаса и Флориды).

## Описание
Бескрылые жуки, глаз нет или сильно редуцированы, тело сплющено в дорсо-вентральном направлении. Надкрылья укороченные, окраска желтовато-бурая. Эти жуки предположительно являются эктопаразитами двух видов речных бобров рода Castor (Castor fiber, Castor canadensis) и, возможно, питаются их отмершей кожей. Размер около 2—2,5 мм. Усики булавовидные, укороченные, членики шаровидные. Личинки также являются эктопаразитами бобров и имеют крючки на трёх грудных сегментах, которые позволяют им цепляться за своего хозяина.

### Голова
Голова прогнатная, уплощённая и клиновидная при боковом виде; переднезакругленная дорсальная сторона щитовидная (DCS = dorsal cephalic shield), поперечная, заметно шире длины; срединная вентральная часть головной капсулы субпараллельная и значительно более узкая; узкая затылочная область втянута в проторакс; она частично прикрыта заметным поперечным постеродорсальным цефалическим выступом (PCP = posterodorsal cephalic projection), имеющим форму широкой буквы V; эта структура несёт ктенидий вдоль заднего края, регулярный ряд жёстких, широких и плоских волосков. Кроме того, под задним краем PCP имеется широко закругленный заднемедиальный выступ (PMCP = posteromedian cephalic projection) задней головной капсулы; он слегка перекрывается с переднемедиальным выступом переднего пронотального края; его голая поверхность имеет рисунок из мелких косых морщин; четыре более длинных жестких волоска, вставленных латерально на PCP, взаимодействуют с полем волосков на переднебоковом крае переднеспинки; тесно расположенная срединная группа из четырех таких же волосков немного выходит за задний край PMCP и передний край пронотального выступа. Следы экдизальных линий, то есть лобного и коронального швов, на плоской дорсальной стороне головы отсутствуют, но на боках DCS видна пара сходящихся кпереди грубо полукруглых прерывистых линий, образованных короткими шиповидными волосками, вставленными в раструбы неправильной формы.
Кроме того, на дорсальной стороне виден нерегулярный узор из аналогичных поверхностных структур, разбросанных в основном на срединной области и вдоль боковых краев непосредственно перед усиками, тогда как длинные волоски отсутствуют, за исключением тех, что находятся на заднем цефалическом крае. Клипеофронтальный усиливающий гребень полностью отсутствует, а клипеолабральный шов внешне не виден. Поперечный, равномерно округлый переднемедиальный склерит (AMS = anteromedian sclerite) отчётливо отделён от основной части головной капсулы полным и отчётливым поперечным швом, который лишь слегка изогнут латерально; на поверхности имеется поперечный ряд из 10 чрезвычайно коротких сенсилл, вставленных в гнёзда; шов продолжается на вентральной стороне DCS, но менее отчётлив, сначала имеет продольную ориентацию, но затем резко изгибается латерально перед стиранием.
Вентролатеральный участок шва достигает отчетливой вентральной впадины для приема максиллярного щупика (MPC = maxillary palp cavity) и отграничивает его с передней стороны; поверхность мезальной части желобка почти гладкая, но отчётливо сетчатая латерально, где она сужается и исчезает вблизи заднелатеральной области сочленения антенн (AIA = antennal insertion area). Вентральная сторона DCS имеет резко выраженный край на большей части своей длины, отграничивающий плоскую, гладкую и голую полосу от переднего края, около 20 мкм шириной медиально и слегка расширяется латерально, граница стирается по направлению к AIA. AIA расположена на латеральном крае DCS, близко к его заднему краю, косая, задненаправленная, почти трубообразная, без какой-либо открытой артикуляционной мембраны. Вентролатерально присутствует косой шов, простирающийся от вентральной стороны AIA до латерального края основания верхнечелюстной кости.
Сложные глаза отсутствуют, оцеллии также отсутствуют; на глазной области, над областью вставки усиков, присутствуют четыре коротких шиповидных волоска, вставленных в неглубокую косую впадину, параллельную латеральному краю DCS. Постеромедианная часть головной капсулы приблизительно четырехугольная с вентральной стороны, субпараллельная, со слегка закруглёнными боковыми краями; очерченная гулярная область отсутствует, а гулярные гребни и задние тенториальные бороздки внешне не видны; эта гладкая, в основном голая и плоская область отделена от вентральной поверхности постеролатеральной части DCS большой продольной вогнутостью, задней к MPC. Слегка изогнутый заднелатеральный край DCS прилегает к округлому переднелатеральному пронотальному углу (APC).

### Усики
Антенны состоят из булавовидного жгутика, скапуса и педицеллюса. Основания коротких, девятисегментных антенн не видны в дорсальном виде; только склеротизированный верхний край области вставки открыт на постеролатеральном крае дорсального цефалического щита; артикуляционное отверстие круглое и простое, а артикуляционная мембрана полностью иннервирована. Удлиненный скапус (около 0,18 мм) почти цилиндрический, слегка расширяющийся кзади; на его поверхности имеются рассеянные волоски короткого шиповидного типа и несколько тонких волосков средней длины (около 15 мкм); группа более длинных волосков (до около 0,3 мм), расположена на вентральной стороне дистальной половины, концентрируясь к вершине, а жесткие волоски средней длины расположены дорсально на округлом латеральном апикальном крае; жесткий волосок средней длины (около 0,1 мм) в сопровождении тонкой короткой щетинки вдается медиодорсально, близко к апикальному краю скапуса; кутикулярная поверхность скапуса в основном гладкая, но косой сетчатый или похожий на чешую рисунок присутствует мезовентрально близко к вершине.
Чашевидный педицеллюс немного короче и заметно шире скапуса, и длиннее латерально, чем на его мезальной стороне; он почти прямой вдоль бокового края, но сильно выпуклый проксимально на его мезальной стороне; его дистальная поверхность, несущая компактный жгутик, глубоко вогнута; плотная группа длинных волосков, до 0. На латеральной стороне дистальной половины сегмента имеется плотная группа длинных волосков до 0,3 мм; на мезальной стороне сегмента имеются жесткие, дистально изогнутые волоски; некоторые из них, включая самые крупные, имеют рисунок тонких продольных рифлей; кутикула педицеллуса имеет заметный косой рисунок чешуевидных поверхностных структур на вентральной стороне, тогда как дорсальная поверхность в основном гладкая; присутствует орган Джонстона с 13 радиально расположенными пучками сколопидий на артикуляционной мембране. Семичленный жгутик маленький и компактный (около 0,1 мм длиной), имеет чешуйку, расположенную на дистальной вогнутости педицеллюса с узким стебельком чашевидного жгутика 1; короткие жгутики 2—7 вставлены друг в друга без открытых артикуляционных мембран; несколько коротких волосков (менее 10 мкм длиной) вставлены на дистальной области апикально закругленного терминального сегмента. На латеральной стороне апикального жгутика присутствуют две бороздки с сенсиллами с порами.

### Мандибулы
Отчётливо редуцированные симметричные мандибулы представляют собой плоские, похожие на чешую структуры, с необычайно тонкой кутикулярной стенкой и низкой степенью склеротизации (при препарировании их легко деформировать, а при отделении и высушивании на воздухе они не сохраняют свою плоскую форму, а изгибаются или даже скручиваются). Мандибулы отведены в преоральную полость и поэтому не видны снаружи. Вторичный челюстной сустав редуцирован, тогда как мыщелок первичного (вентрального) сустава отчётливо развит. Постеромедиальный край образует склеротизированный узкий выступ, который сливается с основанием дорсального гипофарингеального выступа. Кривизна плоских мандибул соответствует изогнутой верхней поверхности максиллярных концевых долей и вентральной поверхности эпифарингеальной стенки. Медиовентральная поверхность имеет рисунок, напоминающий чешую.

### Грудь
Сильно уплощённая переднегрудь (проторакс) примерно такой же длины, как два других грудных сегмента вместе взятые, слегка сужена в передней части и почти такой же ширины, как максимальная ширина тела у заднего края. Переднеспинка глубоко выемчатая антеромедиально и равномерно округлена латерально, слегка расширяется заднелатерально и округлена постеролатерально, полностью лишена вытянутых постеролатеральных углов. Пронотальный щиток слегка выпуклый, с нечёткими и несколько неправильными вдавленными участками; поверхность в основном гладкая, но присутствует довольно нерегулярный рыхлый рисунок пунктировки, либо с мельчайшими сенсиллами, либо с короткими задненаправленными прижатыми волосками (около 20 мкм), последние в основном сосредоточены в узком продольном поле на латеральном участке; довольно плотное треугольное поле аналогичных, но более длинных волосков (около 40 мкм) присутствует переднелатерально.
Птероторакальные сегменты среднегруди (мезоторакса) в основном закрыты надкрыльями с дорсальной стороны, но крупный треугольный мезоскутеллярный щиток (максимальная ширина по переднему краю около 0,32 мм, длина 0,28 мм) со слегка закругленными боковыми краями обнажен. Мезоскутум прикрыт переднеспинкой; он заметно меньше щитика и разделён на две умеренно выпуклые половины срединным углублением, а его передний край приподнят; группа коротких прямых волосков (около 20 мкм) присутствует на переднелатеральной области мезоскутальных половин, а поперечная группа немного более длинных лежачих волосков на передней области щитика.
Дорсальная сторона заднегруди (мезоторокса) покрыта надкрыльями. Метанотум необычно плоский и недифференцированный. Алакристы короткие, изогнутые и нечёткие. Передний нотальный крыловой отросток присутствует, но постмедианный и задний отсутствуют. Аксиллярные склериты отсутствуют. Скутеллярная область слабо склеротизирована, постнотум не распознается как определенный склеротизированный элемент. Метаторакальное дыхальце (общий диаметр около 40 мкм, отверстие около 15 мкм) кольцевое и вставлено в мембранозную зону с микроморщинистой структурой поверхности, латеральнее метаскутеллярной области. Поперечный метавентрит передне- и заднелатерально закруглён, вогнут спереди и выпуклый сзади.

### Ноги

#### Передние ноги
Передние ноги короткие (около 1 мм) и толстые. Прококса состоит из умеренно крупной грубо шаровидной вентральной части, несущей сочленение трохантера, и большой лопастевидной, частично иннервированной, постеродорсальной части; вентральная часть прококсы немного шире простернального отростка и в значительной степени покрыта им при вентральном виде; поверхность демонстрирует довольно нечеткий микроретикулярный рисунок. Отчётливо обнаженный протрохантер состоит из округлой базальной сочленовной части и дистальной треугольной части, последняя соединена с основанием бедра своим косым дистальным краем; на поверхности имеется несколько коротких волосков. Короткое и уплощённое бедро (около 0,4 мм) отчётливо расширяется проксимально, с сильно выпуклым передним краем, менее выпуклым задним краем и округлой вершиной; на вентральной стороне имеется глубокая выемка для приема голени; эта область в основном гладкая, тогда как остальные участки вентральной поверхности бедра, за исключением апикальной области, демонстрируют продольный отпечаток. Дорсальная поверхность в основном гладкая и голая, но на передней части дистальных двух третей присутствует узор из тонких параллельных линий; несколько коротких волосков расположены близко к переднему краю, особенно дистально; ряд коротких волосков расположен на средней части заднего края бедра. Голень заметно короче бедра (около 0,18 мм) и заметно расширяется дистально, почти кажется треугольной или булавовидной; дорсальная поверхность гладкая и в основном голая; на вентральной поверхности имеются рассеянные короткие волоски, а также арматура шипиков разной длины, самые длинные ближе к переднему краю и на вершине голени. Вершинная шпора голени слегка изогнута; задняя шпора короче и тоньше. Пятичленные лапки длиннее голени (около 0,25 мм); дорсальная поверхность всех тарсомеров гладкая и в основном голая. Парные короткие волоски вставлены близко к дистальному краю тарсомеров 1—4; те же тарсомеры несут несколько коротких волосков латерально и сетку лопатчатых волосков на своей вентральной поверхности. Тарсомер 1 примерно на 1/3 длиннее голени и слегка сужается дистально, с косым апикальным краем. Тарсомеры 2—4 немного короче и более цилиндрические; тарсомер 5 почти вдвое длиннее предыдущих и слегка сужается дистально; он несёт группу коротких и тонких волосков на вентральной стороне, хорошо развитые коготки на вершине и один короткий волосок над ними.

#### Средние ноги
Средние ноги сходны с передними ногами по размеру и общей конфигурации. Вентральная часть мезококсы значительно меньше своего проторакального эквивалента, тогда как постеро-дорсальная часть умеренно увеличена. Бедро шире проксимально, чем дистально; на заднем крае ближе к основанию имеется густо расположенный ряд коротких волосков. Голенные шпоры развиты сильнее, чем на передней лапке, особенно в вершинной части и ближе к заднему краю.

#### Задние ноги
Задние ноги по общей конфигурации сходны с передними и средними ногами, но заметно крупнее. Крупные и пластинчатые метакоксы поперечные, примерно на половине длины отчётливо шире соответствующей половины метавентрита и длиннее латерально, чем медиально; латерально они почти достигают надкрылий, но отделены от них узкой полоской кутикулы латерального основания брюшка; латеральный край слегка закруглен, а задний — более отчетливо закруглен; приподнятые коксальные пластинки или дупликатуры не развиты; поверхность имеет тот же рисунок отпечатков, что и метавентрит. Метатрохантер заметно крупнее своих про- и мезоторакальных гомологов; он несёт плотный ряд коротких волосков вдоль заднего края. Большой метафемур почти параллельносторонний, но округлый заднебазально и переднедистально; на большей части его дорсальной и вентральной поверхности имеется рисунок, сходный с отпечатками пальцев, но передняя поверхность гладкая; на переднем основании имеется изогнутый шиповидный волосок, аналогичные прямые волоски разбросаны на передней и задней частях дорсальной и вентральной стороны, более сконцентрированы и немного длиннее апикально; группа из четырёх волосков присутствует на плоских расширениях выше и ниже голенной вставки. Метатибии и метатарзусы сходны со своими про- и мезоторакальными аналогами, но заметно длиннее. Присутствуют два передних и два задних метатибиальных отростка. Задние лапки более цилиндрические, чем передние и средние лапки. Претарзальные коготки длиннее, чем коготки передних и средних лапок.

### Надкрылья
Полупрозрачные надкрылья сильно укорочены, достигая заднего края брюшного тергита II. Они удерживаются в своём положении большим мезоскутеллярным щитком. Надкрылья примерно такие же выпуклые, как переднеспинка, немного шире проторакса, но заметно шире мезо- и метавентритов. Отчётливый угол между переднеспинкой и надкрыльями скрыт заднебоковыми пронотальными щетинками; таким образом, при дорсальном виде переднеспинка и надкрылья имеют почти непрерывный контур. Дорсальная поверхность надкрылий гладкая и блестящая; регулярный пушок волосков (около 45 мкм) в основном сосредоточен на передней и боковых областях. Острый латеральный край надкрылий и вентральная эпиплевра густо покрыты короткими, задненаправленными шиповидными волосками (около 20 мкм). Постеролатеральный и задний края закруглены; прямые мезальные края не перекрываются медиально. Слегка неровная внутренняя поверхность в основном гладкая, но мелкие шипы (около 2 мкм) присутствуют спереди, в районе плеча, и немного более крупные округлые микробугорки паралатерально и сзади.

### Задние крылья
Задние крылья полностью редуцированы. Аксиллярные склериты, базальные и субалярные также редуцированы. Преалярный склерит не идентифицируется, и, вероятно, он также отсутствует.

### Брюшко
Брюшко состоит из шести видимых вентритов и шести видимых тергитов, представляющих собой хорошо развитые тергиты II—VII и стерниты II—VII. Первый видимый сегмент расширяется кзади, два следующих субпараллельны, а бока задних сегментов сходятся к вершине брюшка. Обилие коротких волосков на отчётливо склеротизованных тергитах и стернитах больше сосредоточено на боковых участках; плотный поперечный ряд волосков присутствует на средней части стернитов II—VI, разделяя их на переднюю и заднюю части; более длинные, задненаправленные волоски вдаются в боковые края сегментов.

## Биология
Помимо североамериканского бобра (Castor canadensis) и евразийского бобра (Castor fiber), единственным другим хозяином, на котором был обнаружен этот жук, является североамериканская речная выдра (Lontra canadensis), и это было только в одном случае. Предполагается, что выдра могла подхватить паразита, когда проникла в бобровую хату, или, возможно, убила молодого бобра, что, как полагают, иногда делают выдры. И взрослые жуки, и личинки питаются эпидермальной тканью, а также, возможно, кожными выделениями и жидкостями, сочащимися из ран. Не исключено, что личинки также могут действовать как падальщики в бобровой хате.
Исходя из структурных особенностей ротового аппарата, можно исключить, что взрослые особи наносят заметные повреждения целому хозяину. Несмотря на их далеко идущие адаптации к бобру, жуков не следует рассматривать как эктопаразитов, поскольку нет подтвержденных доказательств того, что они наносят какой-либо ущерб своим хозяевам. Для определения типа симбиотического взаимодействия между этими двумя видами необходимы более точные наблюдения.

## Систематика
Вид был впервые описан в 1869 году голландским энтомологом Корнелиусом Конрадом Ритсемой (Cornelius Conrad Ritsema; 1846—1929). Ранее этот вид выделяли в отдельное самостоятельное семейство Platypsyllidae.
- Platypsyllus Ritsema, 1869
  - Platypsyllus castoris Ritsema, 1869, бобровая блоха